# Nothoravenelia japonica
Nothoravenelia japonica är en svampart som beskrevs av Dietel 1910. Nothoravenelia japonica ingår i släktet Nothoravenelia och familjen Phakopsoraceae.   Inga underarter finns listade i Catalogue of Life.